# Triathlon van Nieuwkoop
De Triathlon van Nieuwkoop is een triathlon die sinds 1983 elk jaar georganiseerd wordt. De wedstrijd behoort daarmee samen met de Triathlon van Almere en de Triathlon Veenendaal tot de oudste van Nederland. In 1983 werd begonnen met een halve triathlon. Er werd begonnen met zwemmen in een openluchtzwembad en er werd gefietst en gelopen in de omgeving van het Groene Hart. Na enkele jaren verplaatste het zwemonderdeel zich naar de Nieuwkoopse plassen. Het fietsonderdeel werd later veranderd in drie kleinere ronden, maar sinds 2018 wordt het oude fietsparcours weer gebruikt. Het looponderdeel bestaat uit vier rondes door Nieuwkoop. Tijdens de triathlon dient er 1,9 kilometer gezwommen te worden, 90 kilometer gefietst te worden en 21,1 kilometer gelopen te worden. Tussen 1997 en 2003 organiseerde het ook een aantal keer een wedstrijd over de Olympische afstand. 

## Nederlands Kampioenschappen
Nieuwkoop is vaak de organisator geweest van het Nederlands kampioenschap over de middenafstand (halve triatlon). Tussen 2000 en 2010 vond het Nederlands kampioenschap ieder jaar plaats in Nieuwkoop. Ook in 2012, 2017 en 2018 was de nationale titelstrijd in Nieuwkoop. In 2020 en 2021 zou het Nederlands Kampioenschap opnieuw in Nieuwkoop worden georganiseerd, maar het evenement werd dat jaar afgelast wegens het coronavirus. In 1985 werd er het Beneluxkampioenschap georganiseerd.

## Parcoursrecord
Het parcoursrecord is sinds 2012 in handen van Edo van der Meer. Hij legde de middenafstand (halve triathlon) af in een tijd van 3.42.27. Bij de dames is het record in handen van Mirjam Weerd. Zij zette in 2012 een tijd van 4.06.53 neer.

## Winnaars
Jan van der Marel heeft acht keer gewonnen in Nieuwkoop en is daarmee recordhouder. Bij de dames hebben Marijke Zeekant en Sione Jongstra het evenement beiden vier keer op hun naam geschreven.
| Jaar | Winnaars halve triathlon | Winnaars halve triathlon | Winnaars halve triathlon | Winnaars halve triathlon |
| Jaar | Mannen                   | Tijd                     | Vrouwen                  | Tijd                     |
| ---- | ------------------------ | ------------------------ | ------------------------ | ------------------------ |
| 1983 | Geert Tabak              | 4:02:20                  | Connie van Diest         | 4.50.54                  |
| 1984 | Rob Barel                | 3:52:12                  | Manna Helsloot           | 5:04:12                  |
| 1985 | Rob Barel                | 4:10:25                  | Lieve Paulus             | 5:10:56                  |
| 1986 | Goof Schep               | Onbekend                 | Irma Zwartkruis          | Onbekend                 |
| 1987 | Axel Koenders            | 4:05:46                  | Irma Zwartkruis          | 4:45:26                  |
| 1988 | Peter Zijerveld          | 6:29:24                  | Hennie Verdonk           | 7:50:42                  |
| 1989 | Jan van der Marel        | 4:02:58                  | Marion van Boven         | 4:55:41                  |
| 1990 | Jan van der Marel        | 3:48:48                  | Thea Sybesma             | 4:23:39                  |
| 1991 | Jan van der Marel        | 3:51:32                  | Ada van Zwieten          | 4:30:36                  |
| 1992 | Frank Heldoorn           | 3:49:16                  | Ada van Zwieten          | 4:21:53                  |
| 1993 | Jan van der Marel        | 3:49:19                  | Marijke Zeekant          | 4:28:25                  |
| 1994 | Rik van Trigt            | 3:59:17                  | Ada van Zwieten          | 4:30:25                  |
| 1995 | Jan van der Marel        | 3:52:24                  | Wieke Hoogzaad           | 4:23:01                  |
| 1996 | Jan van der Marel        | 3:50:47                  | Marijke Zeekant          | 4:23:49                  |
| 1997 | Jan van der Marel        | 3:58:35                  | Gonnie van Wensveen      | 4:47:19                  |
| 1998 | Menno Oudeman            | 3:48:28                  | Marijke Zeekant          | 4:25:48                  |
| 1999 | Jan van der Marel        | 3:56:28                  | Marijke Zeekant          | 4:40:25                  |
| 2000 | Afgelast                 | -                        | Afgelast                 | -                        |
| 2001 | Casper van den Burgh     | 3:56:07                  | Bianca van Dijk          | 4:22:35                  |
| 2002 | Casper van den Burgh     | 3:55:58                  | Sione Jongstra           | 4:25:37                  |
| 2003 | Casper van den Burgh     | 3:51:10                  | Cora Vlot                | 4:26:50                  |
| 2004 | Guido Gosselink          | 3:49:40                  | Sione Jongstra           | 4:16:12                  |
| 2005 | Casper van den Burgh     | 3:49:42                  | Sione Jongstra           | 4:13:47                  |
| 2006 | Robert van der Werff     | 3:50:10                  | Sione Jongstra           | 4:17:38                  |
| 2007 | Dennis Looze             | 3:55:14                  | Yvonne van Vlerken       | 4:11:57                  |
| 2008 | Bas Diederen             | 3:49:26                  | Cora Vlot                | 4:20:09                  |
| 2009 | Bas Diederen             | 3:48:02                  | Mirjam Weerd             | 4:17:26                  |
| 2010 | Bas Diederen             | 3:48:02                  | Mirjam Weerd             | 4:23:25                  |
| 2011 | Bas Diederen             | 3:53:13                  | Hanneke de Boer-Bouma    | 4:32:26                  |
| 2012 | Edo van der Meer         | 3:42:27                  | Mirjam Weerd             | 4:06:53                  |
| 2013 | Erik-Simon Strijk        | 3:46:16                  | Monique Burger           | 4:21:56                  |
| 2014 | Evert Scheltinga         | 3:45:04                  | Hanneke De Boer-Bouma    | 4:18:12                  |
| 2015 | Bas Diederen             | 3:57:22                  | Grada Boschker           | 4:47:11                  |
| 2016 | Evert Scheltinga         | 3:53:39                  | Marleen Honkoop          | 4:34:58                  |
| 2017 | Martijn Dekker           | 3:57:32                  | Sarissa de Vries         | 4:25:22                  |
| 2018 | Evert Scheltinga         | 3:57:48                  | Marleen Honkoop          | 4:26:22                  |
| 2019 | Sven Strijk              | 4:00:01                  | Ilona Eversdijk          | 4:34:41                  |
| 2020 | Afgelast                 | -                        | Afgelast                 | -                        |
| 2021 | Afgelast                 | -                        | Afgelast                 | -                        |
| 2022 | Joost Somsen             | 3:49:51                  | Ingrid Eelkema           | 4:41:27                  |
| 2023 | Menno Koolhaas           | 3:43:02                  | Els Visser               | 4:12:37                  |
| 2024 | Thomas Cremers           | 3:47:55                  | Dieuwertje Bax           | 4:23:49                  |
| 2025 | Tristan Olij             | 3:47:08                  | Els Visser               | 4:12:45                  |

| Jaar | Winnaars Olympische afstand | Winnaars Olympische afstand | Winnaars Olympische afstand | Winnaars Olympische afstand |
| Jaar | Mannen                      | Tijd                        | Vrouwen                     | Tijd                        |
| ---- | --------------------------- | --------------------------- | --------------------------- | --------------------------- |
| 1997 | Guido Gosselink             | 1:55:42                     | Ingrid van Lubeck           | 2.11.29                     |
| 1998 | Remy Keizer                 | 2:00:11                     | Joke Ritman                 | 2:25:35                     |
| 1999 | Robert van der Werff        | 2:03:31                     | Minouche van der Plas       | 2:26:17                     |
| 2000 | Afgelast                    | -                           | Afgelast                    | -                           |
| 2001 | Geen wedstrijd              | -                           | Geen wedstrijd              | -                           |
| 2002 | Geen wedstrijd              | -                           | Geen wedstrijd              | -                           |
| 2003 | Daniël Rewijk               | 2:03:17                     | Michelle Fangmann           | 2:18:47                     |